# تيتوس أنيوس ميلو
تيتوس أنيوس ميلو بابيانوس (باللاتينية: Titus Annius Milo Papianus) هو سياسي شعبوي روماني من القرن الأول الميلادي. ولد لعائلة من طبقة العامة وقد تم تبنيه لاحقاً من تيتوس أنيوس لوسكوس. كان مع شيشرون أحد أبرز المؤيدين للحكم الثلاثي بين بومبيوس الكبير و يوليوس قيصر و ماركوس ليسينيوس كراسوس مما أدى لعدائه مع بوبليوس كلوديوس بولكر وألذي تم قتله في سنة 52 ق م في نزاع بينه هو وحمايته ضد بوبليوس وحمايته. بعد تفكك الحلف الثلاثي وقف بصف بومبيوس وأصبح أحد أعداء قيصر. بعد وصول قيصر إلى روما تم تجريده من مناصبه وألقابه وممتلكاته وتم نفيه إلى مرسيليا. حاول شيشرون التوسط له لأجل رجوعه، وبعد رجوعه عاد لمعاداة قيصر فتم قتله بالرجم في كومبسا.